# Pavel Gubarev
Pavel Jurjevič Gubarev (rusky: Gubarev, vyslovováno [ˈpavʲɪl ˈjʉrʲjɪvʲɪdʑ‿ˈɡubərʲɪf]; nebo Pavlo Jurijovyč Hubariev ukrajinsky: Pavlo Юрійович Губарєв; narozen 10. února 1983) je ruský politický činitel a voják ukrajinského původu, který se 3. března 2014 v budově Regionálního shromáždění prohlásil za "lidového gubernátora" Doněcké oblasti poté, co se budovy zmocnili separatisté. Gubarev se již dříve prohlásil za vůdce Donbaské lidové milice, od té doby byl ostatními separatistickými vůdci odsunut na vedlejší kolej a bylo mu zakázáno účastnit se parlamentních voleb v Donbasu v roce 2014, které zároveň vyřadily funkci "lidového gubernátora".[zdroj?]
Krátce poté, co se 6. března 2014 prohlásil za "lidového gubernátora", byl Gubarev zatčen Službou bezpečnosti Ukrajiny (SBU) za "propagaci separatismu" a "nezákonné převzetí moci". Hrozilo mu až deset let vězení. 7. května 2014 byl Gubarev propuštěn výměnou za důstojníky SBU, které předtím zadržela Donbaská lidová milice.[zdroj?]

## Raný život
Gubarev vystudoval historii na Doněcké národní univerzitě a později se stal zaměstnancem doněcké reklamní agentury. V roce 2007 založil a působil jako ředitel společnosti "Morozko", která v Doněcké oblasti dodávala najaté figurky Deda Moroze (Santa Clause).[zdroj?]

## Kariéra a aktivity

### Před rusko-ukrajinskou válkou
Gubarev byl členem Progresivní socialistické strany Ukrajiny, proruské strany se sídlem na jihovýchodě země. Podle nejmenovaného známého je Gubarev zastáncem panslavismu. V dřívějších letech byl Gubarev členem neonacistické polovojenské skupiny Ruská národní jednota, která se později zúčastnila války v Donbasu na straně proruských sil. Gubarev této skupině veřejně poděkoval za to, že mu poskytla vojenský výcvik. V témže rozhovoru uvedl, že není radikálním nacionalistou, a sám sebe označil za "středolevicového".[zdroj?]

### Proruské nepokoje na Ukrajině v roce 2014
1. března 2014 proruští občané na shromáždění na Leninově náměstí v centru Doněcku zvolili Gubareva gubernátorem oblasti. 3. března 2014 Gubarev vedl proruské demonstranty, kteří zablokovali a obsadili budovu Doněcké oblastní státní správy. Na tiskové konferenci s novináři 6. března 2014 Gubarev prohlásil, že jeho hlavním cílem jako samozvaného gubernátora je vyhlášení referenda o územním statusu Doněcké oblasti, neuznání nové ukrajinské vlády a neuznání doněckého gubernátora Serhije Taruty.[zdroj?]
Dne 6. března 2014 Služba bezpečnosti Ukrajiny Gubareva zatkla, po zatčení byl údajně převezen do Kyjeva do vazby, později byl obviněn z toho, že chtěl poškodit "územní celistvost a nezávislost státu". 16. března dav protestujících vtrhl do vládních budov v Doněcku a požadoval Gubarevovo propuštění. 7. května 2014 byl Gubarev a dva další proruští aktivisté propuštěni výměnou za příslušníky SBU, které předtím zadržela Donbaská lidová milice.[zdroj?]

### Válka v Donbasu
V říjnu 2014 ztratil Gubarev při neúspěšném pokusu o atentát na svou osobu kontrolu nad svým autem, když se dostalo pod palbu, a utrpěl zranění hlavy, později nabyl vědomí a byl převezen z jednotky intenzivní péče na běžné oddělení nemocnice. Volební komise vyloučila Gubareva z účasti v parlamentních volbách v Donbasu v roce 2014, "protože jeho strana nebyla schopna uspořádat zakládající konferenci".
Začátkem února 2016 byl Gubarev Doněckou lidovou republikou jmenován starostou Jasinského rajónu.
Po smrti Alexandra Zacharčenka proběhly 11. listopadu 2018 v Doněcké lidové republice volby. V září 2018 se Pavel Gubarev vydal do Moskvy a získal povolení kandidovat na post hlavy Doněcké lidové republiky. Gubarev a jeho příznivci shromáždili 15 000 podpisů pod jeho kandidátní listinu (zákon vyžaduje pouze 10 000 podpisů). Gubarevova kandidatura se nelíbila Denisu Pušilinovi, který převzal vedení Doněcké lidové republiky, a na Gubareva byl vyvíjen nátlak.[zdroj?]
Dne 29. září 2018 byla Gubarevova manželka Jekatěrina zatčena a dočasně zbavena svobody.